# Polynema poincarei
Polynema poincarei är en stekelart som beskrevs av Girault 1913. Polynema poincarei ingår i släktet Polynema och familjen dvärgsteklar. Inga underarter finns listade i Catalogue of Life.